# Хонг, Хелен
Хелен Хонг (англ. Helen Hong; род. 7 июля 1985, Лос-Анджелес, Калифорния) — американская актриса, стендап-комик, режиссёр и продюсер. Она появлялась в таких работах, как «Девственница Джейн», «Парки и зоны отдыха», «Внутри Льюина Дэвиса» братьев Коэн. Также Хелен сыграла роль Шэрон Вонг в сериале от Netflix «Я никогда не…».

## Ранние годы
Родители Хелен иммигрировали из Кореи и перебрались в Нью-Йорк. Девушка выросла на Восточном побережье, но также провела некоторое время в Корее. Училась Хелен в средней школе Тоттенвилля в Статен-Айленде, штат Нью-Йорк, также в школе Северного Андовера, штат Массачусетс, а также в Массачусетском университете в Амхерсте.

## Карьера
Хелен ходила на уроки стендапа в Нью-Йоркском театре на Бродвее. В ходе занятий она поняла, что стендап — это то, чем она хочет заниматься в качестве карьеры.
Хелен выступала в The Laugh Factory, Bonkerz, The Hollywood Improv, Zanies Comedy Club, Stir Crazy Comedy Club, Flappers Comedy Club, The Ice House Comedy Club , Mary D. Fisher Theatre, и многих других местах.
Также девушка снималась в различных фильмах и сериалах, таких как «Милые обманщицы» в роли Линн, «Кости» и др.

## Фильмография
| Год           | Заголовок                       | Роль                |
| ------------- | ------------------------------- | ------------------- |
| 2013          | Эпик                            | Леди Чертополох     |
| 2013          | Внутри Льюина Дэвиса            | Джанет Фунг         |
| 2014          | Сумасшедшие                     | Дженни              |
| 2014          | Новенькая                       | Учитель             |
| 2014          | Внутри Эми Шумер                | Девушка             |
| 2014          | Милые обманщицы                 | Линн                |
| 2014          | My Super-Overactive Imagination | Покровитель         |
| 2014          | Кости                           | Участник № 1        |
| 2015-2017 гг. | Парки и зоны отдыха             | Джанет Трангл       |
| 2016          | Вместе                          | Фуми                |
| 2016          | Королевы крика                  | Флеботомист         |
| 2015-2016 гг. | Блант говорит                   | Миссис Сонг         |
| 2018          | Девственница Джейн              | Фелиция             |
| 2018          | Hollywood Darlings              | Доктор Хелен Хонг   |
| 2018          | First Nations Comedy Experience | Саму себя           |
| 2013-2018 гг. | Грозная семейка                 | миссис Вонг         |
| 2018          | Разделенные вместе              | Санни               |
| 2019          | sMothered                       | Доктор Ариэль Аллен |
| 2019          | Единорог                        | Эмма                |
| 2019          | Кремниевая долина               | Трейси              |
| 2020          | Няня. Королева проклятых        | Директор Хайбридж   |
| 2021          | Я никогда не…                   | Шэрон Вонг          |